# Matelea viridis
Matelea viridis là một loài thực vật có hoa trong họ La bố ma. Loài này được (Moldenke) Spellman mô tả khoa học đầu tiên năm 1977.